# Bubble Ghost
Bubble Ghost est un jeu vidéo d'action et de réflexion, créé en 1987 par Christophe Andréani et édité par ERE Informatique. Le jeu est développé initialement sur Atari ST puis porté sur différents ordinateurs tels que Amiga, Amstrad CPC, Commodore 64, DOS, Apple IIGS et enfin Game Boy en 1990. Christophe Andréani est aussi l'auteur du jeu Turbo GT sur Atari ST, du jeu Karate sur Oric et du jeu ButtonKiss sur iOS et Android.

## Système de jeu
Bubble Ghost est un jeu de réflexion multi-tableaux en 2D où le joueur incarne un fantôme et doit diriger une bulle de savon à travers un labyrinthe en utilisant son souffle. Celle-ci éclate au moindre contact avec l'environnement. Les tableaux sont parsemés d'obstacles et d'énigmes simples tels des pointes amovibles, des rayons laser, des ventilateurs, des bougies allumées qu'il faudra éteindre, etc.
Le fantôme est contrôlé avec la souris : déplacer la souris déplace le fantôme. Un appui sur le bouton droit et gauche de la souris fait respectivement pivoter le fantôme dans le sens des aiguilles d'une montre et dans le sens contraire. L'appui sur une touche du clavier (shift) fait souffler le fantôme.
Le jeu est composé de 35 salles. À chaque fois que le joueur réussit à faire sortir la bulle d'une salle, il gagne 1000 points + le bonus restant. L'action sur certaines animations rapporte 5000 points. Le bonus est réinitialisé à chaque nouvelle salle. Une bulle supplémentaire est allouée à chaque fois que la bulle sort d'une salle par le haut (montée d'un niveau de jeu).

## Développement
Le jeu a été programmé en langage C (éditeur et compilateur : Mégamax C) et en assembleur 68000 sur un ordinateur Atari 1040 ST. Les graphismes ont été réalisés avec le logiciel de dessin Degas Elite. Le son numérisé de la page d'introduction du jeu (Welcome to Bubble Ghost) a été réalisé avec ST Replay. Il s'agit de la voix de Christophe Andréani. Les autres bruitages utilisent le synthétiseur interne de l'Atari ST.
Ci-dessous quelques documents réalisés lors de la création du jeu :

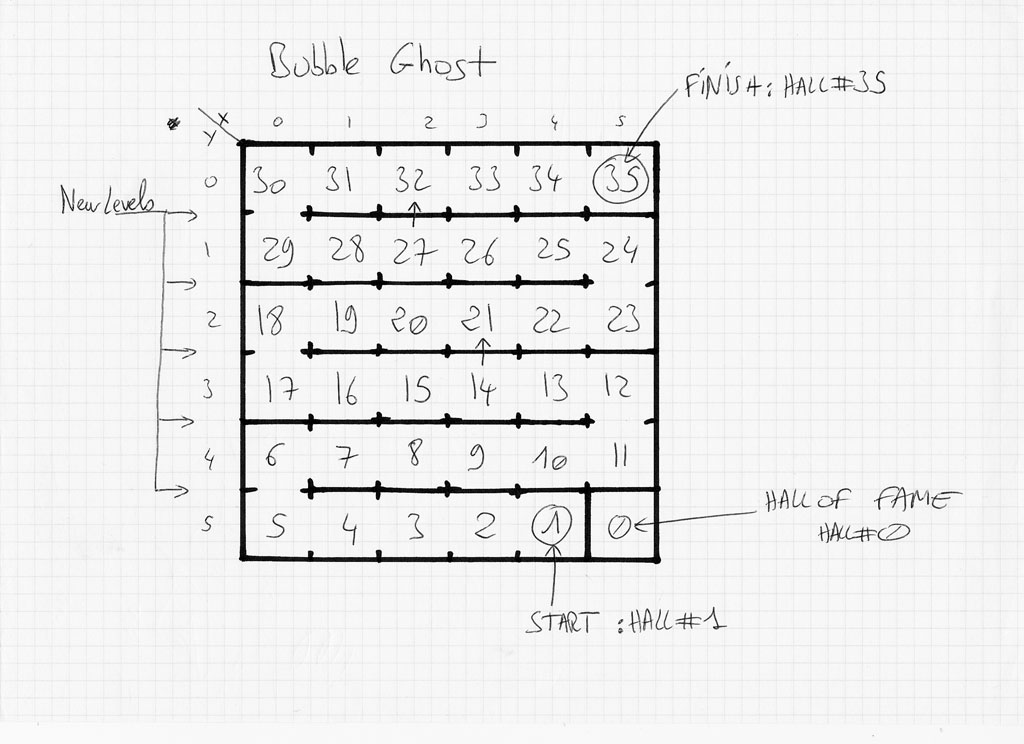
Bubble Ghost, ordre des tableaux de jeu
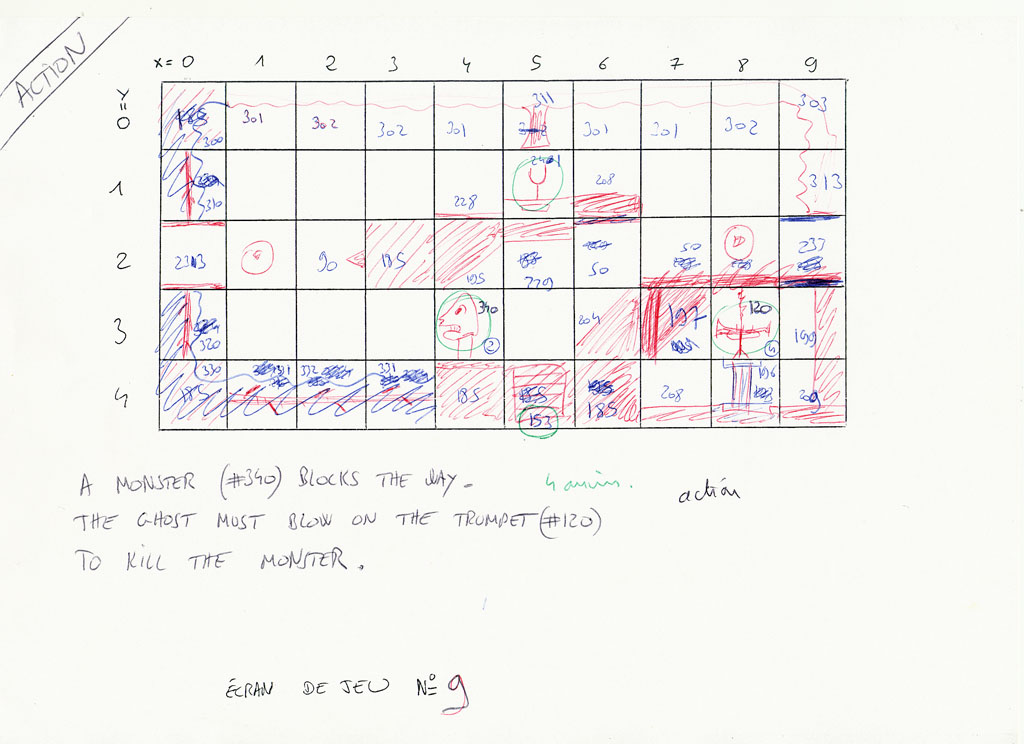
Bubble Ghost, conception du tableau no 9
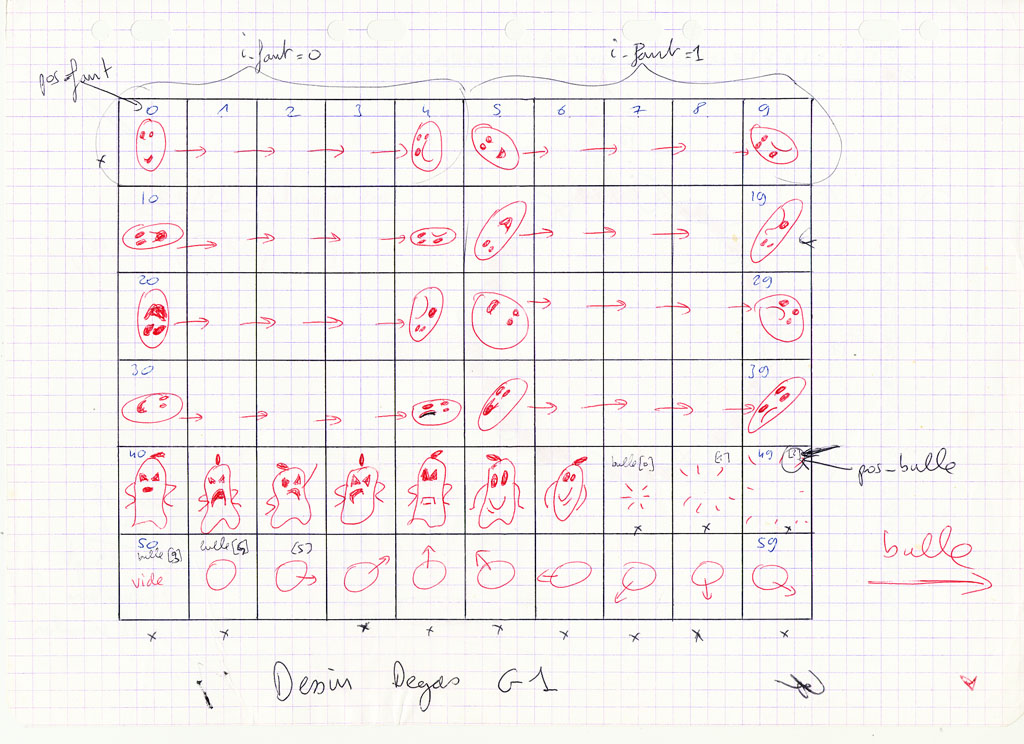
Bubble Ghost, animation du fantôme et de la bulle
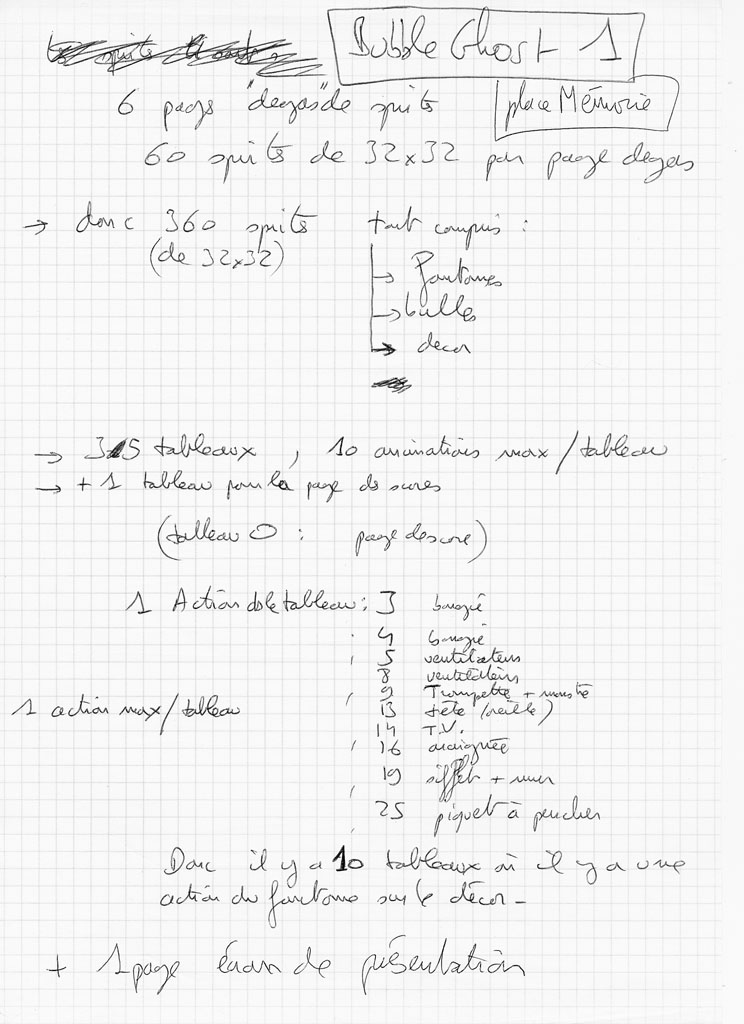
Bubble Ghost, notes techniques du jeu

Certains éléments du décor de Bubble Ghost ont une signification précise. Ils sont expliqués ci-dessous :
- Tableau no 4 : Une publicité pour le micro-serveur Minitel Pinky[1] de Godefroy Troude et un clin d'œil au jeu vidéo Mercenary[2] de Paul Woakes édité par Novagen.
- Tableau no 5 : Le visage de Christophe Andréani légèrement retouché.
- Tableau no 11 : Le visage de Christophe Andréani apparaît avec des lunettes (si le fantôme souffle dans l'oreille, les lunettes disparaissent) et un clin d'œil au jeu vidéo The Pawn[3] édité par Rainbird.
- Tableau no 15 : Un autre clin d'œil au jeu vidéo Mercenary[2] de Paul Woakes édité par Novagen.
- Tableau no 16 : Un "CA" apparait et disparait à gauche de l'écran. Il s'agit des initiales de l'auteur, Christophe Andréani.
- Tableau no 24 : Trois "CA" apparaissent et disparaissent en bas de l'écran (même explication que pour le tableau 16).
- Tableau no 28 : Deux autres clins d'œil au jeu vidéo The Pawn[3] édité par Rainbird.

## Versions
La version originale du jeu a été créée par Christophe Andréani (conception, design et programmation) sur un ordinateur Atari ST. Le jeu a ensuite été adapté par l'éditeur pour d'autres modèles d'ordinateurs et a connu une diffusion internationale.
Quelques années plus tard, ERE Informatique a été racheté par la société Infogrames qui a édité une nouvelle version de Bubble Ghost avec des graphismes retravaillés : Bubble + (Bubble Plus).
Une version pour la console de jeu portable de Nintendo, la Game Boy, a été développée en 1990. Bubble Ghost est le premier jeu français à avoir été adapté pour cette console[réf. nécessaire].
Le concept original de Bubble Ghost a été repris et modifié par le jeu Soul Bubbles sorti en 2008 pour la console de jeu portable Nintendo DS.
En 2025, le jeu Bubble Ghost Remake est présenté par des développeurs espagnols dans un article détaillé, suivi d'une interview avec Christophe Andréani. Le jeu Bubble Ghost Remake est sorti officellement le 27 mars 2025 sur la console de jeu portable Nintendo Switch, sur la PlayStation 5 et sur la plateforme Steam.

## Réception critique
Les magazines informatiques suivants ont publié un article sur le jeu vidéo Bubble Ghost :
- SVM Science et Vie Micro no 45, décembre 1987 (version Atari ST)
- Tilt no 49, décembre 1987 (version Atari ST)
- ST Magazine no 14, novembre/décembre 1987 (version Atari ST)
- Micro News no 6, novembre/décembre 1987 (version Atari ST)
- Le Tatou no 10, décembre 1987 (version Atari ST)
- 1ST (FirST) no 4, décembre 1987 (version Atari ST
- Jeux et Stratégie no 48, décembre 1987 (version Atari ST)
- Génération 4 no 2, décembre 1987 (version Atari ST)
- Tilt no 52, mars 1988 (version Amstrad CPC)
- Tilt no 57, septembre 1988 (version Amiga)
- Génération 4 Hors série no 2, oct/nov/déc 1990 (version Game Boy)
- Génération 4 no 31, mars 1991 (version Game Boy)

Magazines américains :
- Antic Vol.7 no 7, novembre 1988 (version Atari ST)[5]
- ST-Log Issue 24, octobre 1988 (version Atari ST)[6]
- ST-Log Issue 26, décembre 1988 (version Atari ST)[7]
- PC Magazine, Volume 8, Number 7, avril 1989 (version Atari ST)
- VideoGames and Computer Entertainment, USA, avril 1991 (version Game Boy)

Les magazines informatiques suivants ont publié un article sur le jeu vidéo Bubble + (Bubble Plus) :
- Génération 4 no 22, mai 1990 (version Atari ST et Amiga)
- Micro News no 35, mai 1990 (version Atari ST)
- Tilt no 79, juin 1990 (version Atari ST)

## Postérité
- Livre - Corey Sandler, Tom Badgett, Ultimate Unauthorized Nintendo Game Boy Strategies, Bantam Books, 1991,  (ISBN 0553354833). La version Game Boy du jeu Bubble Ghost est citée page 49.
- Livre - Anna Anthropy, Naomi Clark, A Game Design Vocabulary, Exploring the Foundational Principles Behind Good Game Design, Pearson Education, février 2014,  (ISBN 9780133155211). La version Atari ST du jeu Bubble Ghost est citée page 28.
- Livre - Julien Mailland, Kevin Driscoll, Minitel, Welcome to the Internet, MIT Press, juin 2017,  (ISBN 9780262537759). La version Atari ST du jeu Bubble Ghost est citée page 145.
- Livre - Brett Weiss, Classic Home Video Games, 1989-1990, McFarland Incorporated Publishers, juillet 2018,  (ISBN 9780786492312). La version Game Boy du jeu Bubble Ghost est citée page 300.
- Livre - Florent Gorges, L'Histoire de Nintendo, Omaké books, coll. « Volume 4, 1989-1999 L'incroyable  histoire de la Game Boy», mars 2019,  (ISBN 978-2-919603-66-4). La version Game Boy du jeu Bubble Ghost est citée page 199.
- Livre - Jamie Lendino, Faster Than Light,The Atari ST and the 16-Bit Revolution, Steel Gear Press, juin 2019,  (ISBN 9781732355217). La version Atari ST du jeu Bubble Ghost est citée page 171.
- Vidéo - Rétro Découverte, novembre 2021, avec interview de Christophe Andréani[8].
- Livre - Jamie Lendino, Starflight, How the PC and DOS Exploded Computer Gaming 1987-1994, Steel Gear Press, 2022,  (ISBN 9781957932019). La version Atari ST du jeu Bubble Ghost est citée page 112.